# Guarnición de Ejército Uspallata
La Guarnición de Ejército «Uspallata» (Guar Ej Uspallata) es una base del Ejército Argentino localizada en el departamento Las Heras, provincia de Mendoza y conformada por el Regimiento de Infantería de Montaña 16 «Cazadores de los Andes» y el Grupo de Artillería de Montaña 8 «Coronel Pedro Regalado de la Plaza». Depende del Comando de la VIII Brigada de Montaña «Brigadier General Toribio de Luzuriaga».

## Historia
El 1 de febrero de 1949 el Regimiento de Infantería de Montaña 16-Escuela se estableció en Uspallata.

### Reorganización
El 21 de mayo de 1976, el Comando General del Ejército reorganizó las zonas militares —Orden Parcial N.º 405/76—. La provincia de Mendoza formó el Área 331, que estaba a cargo de la VIII Brigada de Infantería de Montaña.

## Localización y características
La guarnición se encuentra en el distrito de Uspallata. Dentro de su predio dispone de una palestra natural que es utilizada por los militares para entrenamiento en andinismo.